# Patriots.eu
Patrioti.eu (fino alle elezioni europee del 2024: Partito Identità e Democrazia, acronimo ID) è un partito politico europeo di destra ed estrema destra costituito da partiti nazionalisti, che ha le sue radici nel Movimento per un'Europa delle Nazioni e della Libertà, partito europeo fondato nel 2014.
Il partito è stato rappresentato dal gruppo Identità e Democrazia in seno al Parlamento europeo durante la IX legislatura, mentre durante la X legislatura gli eurodeputati afferenti al partito Patrioti.eu sono confluiti nel gruppo Patrioti per l'Europa.

## Storia
In seguito alle elezioni europee del 2014, i cinque partiti affiliati alla Alleanza Europea per la Libertà (AEL) (il Front National francese, la Lega Nord italiana, il Partito della Libertà Austriaco, Interesse Fiammingo e il Partito Civico Conservatore ceco) diedero vita al Movimento per un'Europa delle Nazioni e della Libertà (MENL), che fu ufficialmente riconosciuto dall'Europarlamento nel 2015. Il 16 giugno 2015 fu fondato il gruppo parlamentare Europa delle Nazioni e della Libertà (ENL).
In seguito alle elezioni europee del 2019, Europa delle Nazioni e delle Libertà mutò denominazione in Identità e Democrazia, andando a costituire l'omonimo gruppo parlamentare del IX Parlamento europeo. Sempre nel 2019 entrarono in ID anche il Partito Popolare Conservatore Estone, il partito slovacco Siamo una Famiglia e la Lega per Salvini Premier.
A settembre 2023 si unisce ufficialmente al partito anche Alterative für Deutschland, in precedenza affiliato esclusivamente al gruppo politico Identità e Democrazia in Eurocamera, esperienza che però termina a maggio 2024.
In seguito alle elezioni europee del 2024 il partito cambia nome in Patriots.eu, approvando un nuovo manifesto politico. Il 26 settembre vi aderiscono Fidesz, Vox, ANO 2011 e Voce della Ragione.
Il 16 novembre, in occasione dell'Assemblea Generale del partito, viene eletto presidente lo spagnolo Santiago Abascal, leader di Vox, che succede al belga Gerolf Annemans. Contestualmente, viene annunciata l'adesione dei partiti cechi Motoristé sobě e Přísaha e dei polacchi di Movimento Nazionale.
L'8 febbraio del 2025 si tiene un raduno dei Patrioti per l'Europa a Madrid, dal titolo Make Europe Great Again (riprendendo uno slogan coniato poco prima da Elon Musk), al termine del quale vinene annunciato l'ingresso di Likud come partito osservatore.
Il 10 marzo 2025, il Partito Popolare Danese e Prima la Lettonia hanno aderito al partito.

## Programma
Il 23 giugno 2022 il partito ID ha adottato la "Dichiarazione di Anversa" in cui ribadisce, inter alia, il valore della sovranità nazionale e l'opposizione a riforme del diritto elettorale in vista delle elezioni europee, al meccanismo di condizionalità, all'istituzione di un esercito europeo, al principio della maggioranza qualificata nell'Unione europea e a dar seguito agli esiti della Conferenza sul Futuro dell'Europa.

## Finanziamento
In quanto partito politico europeo registrato, Patriots.eu ha diritto al finanziamento pubblico europeo, che riceve ininterrottamente dalla sua prima richiesta nel 2015.
Di seguito è riportata l'evoluzione dei finanziamenti pubblici europei ricevuti da Patriots.eu.
Importo (€)Finanziamento pubblico europeo dei partiti politici europei01.000.0002.000.0003.000.0004.000.0005.000.0002004200720102013201620192022Importo massimo del finanziamento pubblicoImporto del finanziamento pubblico effettivamente ricevuto
In linea con il regolamento sui partiti politici europei e sulle fondazioni politiche europee, Patriots.eu raccoglie anche fondi privati per cofinanziare le proprie attività. Nel 2025, i partiti europei dovranno raccogliere almeno il 10% delle loro spese rimborsabili da fonti private, mentre il resto potrà essere coperto dal finanziamento pubblico europeo.
Di seguito è riportata l'evoluzione dei contributi e delle donazioni ricevuti da Patriots.eu.
Importo (€)Contributi raccolti dai partiti politici europei100.000150.000200.000250.000300.000350.000400.000450.00020152017201920212023Patriots
Importo (€)Donazioni raccolte dai partiti politici europei01000200030004000500020152017201920212023Patriots

## Membri

### Partiti membri attuali
Sono affiliate al partito le seguenti delegazioni nazionali:
| Stato          | Partito | Partito                                                                       | Leader                | Eurodeputati | Deputati nella camera bassa nazionale |
| -------------- | ------- | ----------------------------------------------------------------------------- | --------------------- | ------------ | ------------------------------------- |
| Austria        |         | Partito della Libertà Austriaco Freiheitliche Partei Österreichs (FPÖ)        | Herbert Kickl         | 6 / 20       | 57 / 183                              |
| Belgio         |         | Interesse Fiammingo Vlaams Belang (VB)                                        | Tom Van Grieken       | 3 / 22       | 20 / 150                              |
| Danimarca      |         | Partito Popolare Danese Dansk Folkeparti (DF)                                 | Morten Messerschmidt  | 1 / 14       | 7 / 179                               |
| Estonia        |         | Partito Popolare Conservatore Estone Eesti Konservatiivne Rahvaerakond (EKRE) | Martin Helme          | 0 / 7        | 11 / 101                              |
| Francia        |         | Rassemblement National (RN)                                                   | Marine Le Pen         | 30 / 81      | 126 / 577                             |
| Grecia         |         | Voce della Ragione Foní Logikís (FL)                                          | Afroditi Latinopoulou | 1 / 21       | 0 / 300                               |
| Italia         |         | Lega per Salvini Premier (LSP) Lega Nord (LN)                                 | Matteo Salvini        | 8 / 76       | 66 / 400                              |
| Lettonia       |         | Prima la Lettonia (LN)                                                        | Ainārs Šlesers        | 1 / 9        | 8 / 100                               |
| Paesi Bassi    |         | Partito per la Libertà Partij voor de Vrijheid (PVV)                          | Geert Wilders         | 6 / 31       | 37 / 150                              |
| Polonia        |         | Movimento Nazionale Ruch Narodowy (RN)                                        | Krzysztof Bosak       | 2 / 53       | 7 / 460                               |
| Portogallo     |         | Chega                                                                         | André Ventura         | 2 / 21       | 50 / 230                              |
| Rep. Ceca      |         | ANO 2011 ANO                                                                  | Andrej Babiš          | 7 / 21       | 71 / 200                              |
| Rep. Ceca      |         | Motoristé sobě Motoristé sobě (AUTO)                                          | Petr Macinka          | 1 / 21       | 0 / 200                               |
| Rep. Ceca      |         | Přísaha                                                                       | Robert Šlachta        | 1 / 21       | 0 / 200                               |
| Spagna         |         | Vox                                                                           | Santiago Abascal      | 6 / 61       | 33 / 350                              |
| Ungheria       |         | Fidesz Fidesz – Magyar Polgári Szövetség                                      | Viktor Orban          | 10 / 21      | 116 / 199                             |
| Unione europea | Totale  | Totale                                                                        | Totale                | 85 / 720     |                                       |

- Likud (osservatore)

### Ex membri
- Volontà Воля (Volja)
- Nuova Destra Νέα Δεξιά (ΝΔ)
- Alternativa per la Germania Alternative für Deutschland (AfD)
- Congresso della Nuova Destra Kongres Nowej Prawicy (KNP)
- For Britain
- Partito Civico Conservatore[N 2] Občanská konzervativní strana (OKS)
- Libertà e Democrazia Diretta Svoboda a přímá demokracie (SPD)
- Partito Nazionale Slovacco Slovenská národná strana (SNS)
- Siamo una Famiglia Sme Rodina

1. ↑  Ai fini del finanziamento dei partiti europei, i "contributi" si riferiscono al sostegno finanziario o in natura fornito dai membri del partito, mentre le "donazioni" si riferiscono allo stesso tipo di sostegno ma fornito da non membri.
2. ↑  L'OKS fu un membro fondatore dell'ENL, ma ne uscì nel 2016.

### Membri individuali
Patriots.eu comprende anche un certo numero di membri individuali, sebbene, come la maggior parte degli altri partiti europei, non abbia cercato di sviluppare un'adesione individuale di massa.
Di seguito è riportata l'evoluzione dell'adesione individuale a Patriots.eu dal 2019.
Membri individualiMembri individuali dei partiti politici europei0246810201920202021202220232024Patriots

## Struttura

### Presidente
- Santiago Abascal (Vox,  Spagna)

### Vicepresidente
- Kinga Gal (Fidesz,  Ungheria)

### Membri dell'ufficio di presidenza
- Jorge Martin Frias (Vox,  Spagna)
- Marine Le Pen (RN,  Francia)
- Harald Vilimsky (FPÖ,  Austria)
- Marco Campomenosi (Lega,  Italia)
- Ricardo Dias Pinto (Chega,  Portogallo)
- Martin Helme (EKRE,  Estonia)
- Ondrej Knotek (ANO 2011,  Rep. Ceca)
- Sebastiaan Stöteler (PVV,  Paesi Bassi)

### Tesoriere
- Catherine Griset (RN,  Francia)

### Presidente onorario
- Gerolf Annemans (VB,  Belgio)

## Nelle istituzioni dell'Unione europea
| Organizzazione     | Istituzione                         | Numero di seggi  |
| ------------------ | ----------------------------------- | ---------------- |
| Unione europea     | Parlamento europeo                  | 72 / 720         |
| Unione europea     | Commissione europea                 | 0 / 27           |
| Unione europea     | Consiglio europeo (Capi di governo) | 1 / 27           |
| Unione europea     | Consiglio dell'UE (Ministri)        |                  |
| Unione europea     | Comitato delle regioni              | 0 / 329          |
| Consiglio d'Europa | Assemblea parlamentare              | 101 / 612 (CEPA) |

Partiti membri di Patriots.eu partecipano alla maggioranza di governo in Italia (governo Meloni), Paesi Bassi (governo Schoof) e Ungheria (governo Orbán V); sono pertanto rappresentati in seno al Consiglio dell'Unione europea.

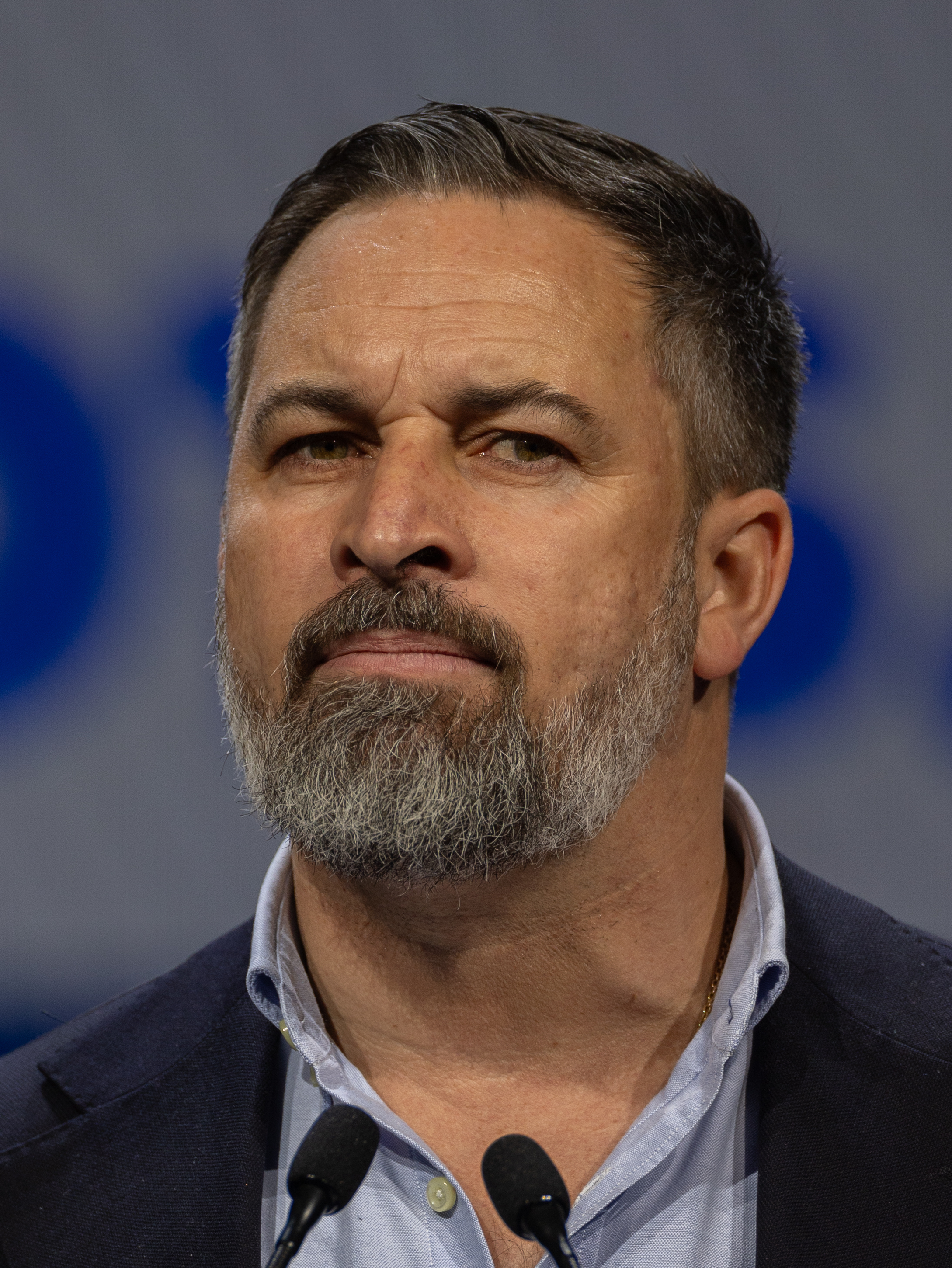
Santiago Abascal, presidente di Patriots.eu
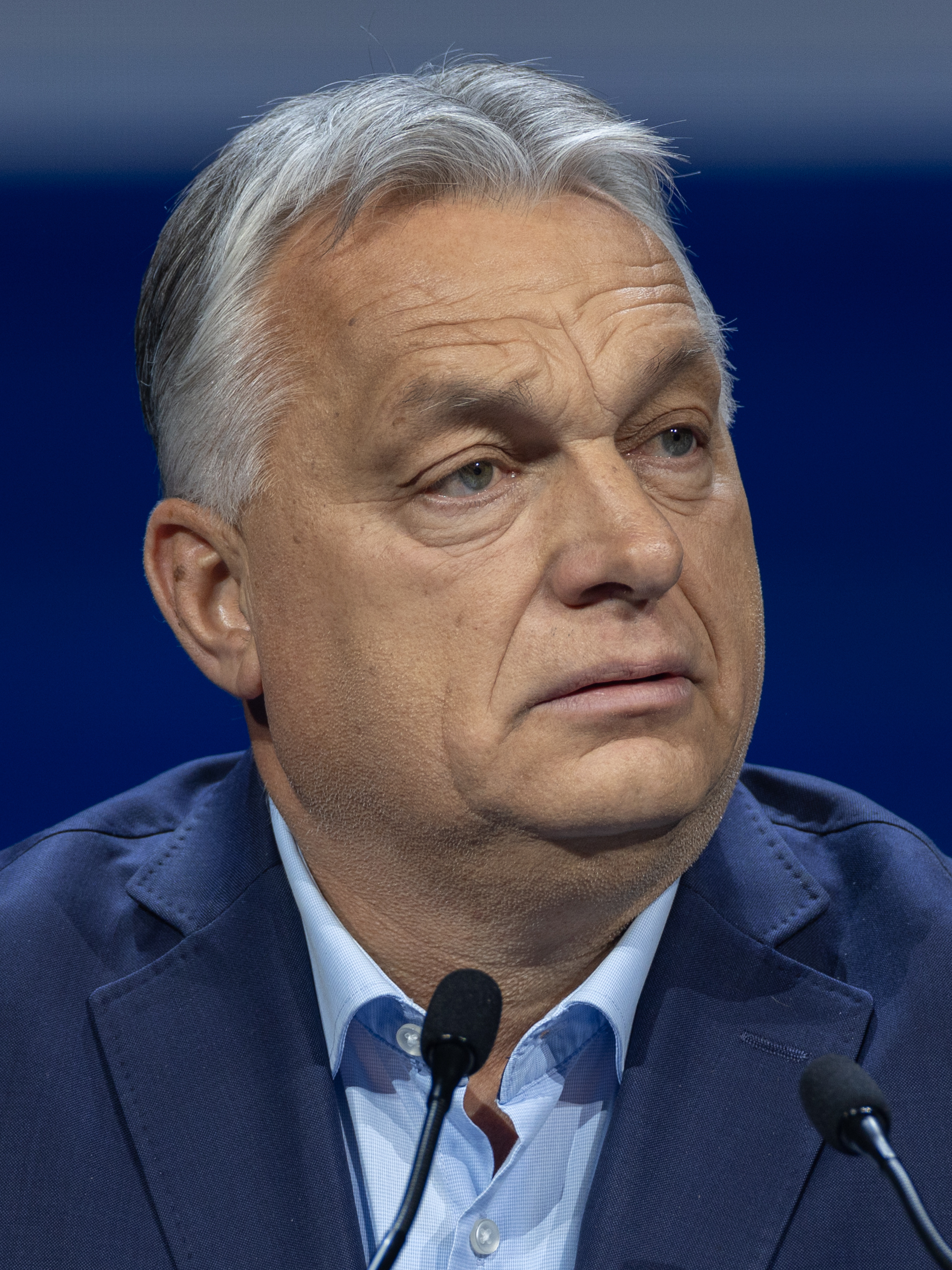
Viktor Orbán, Ministro presidente dell'Ungheria
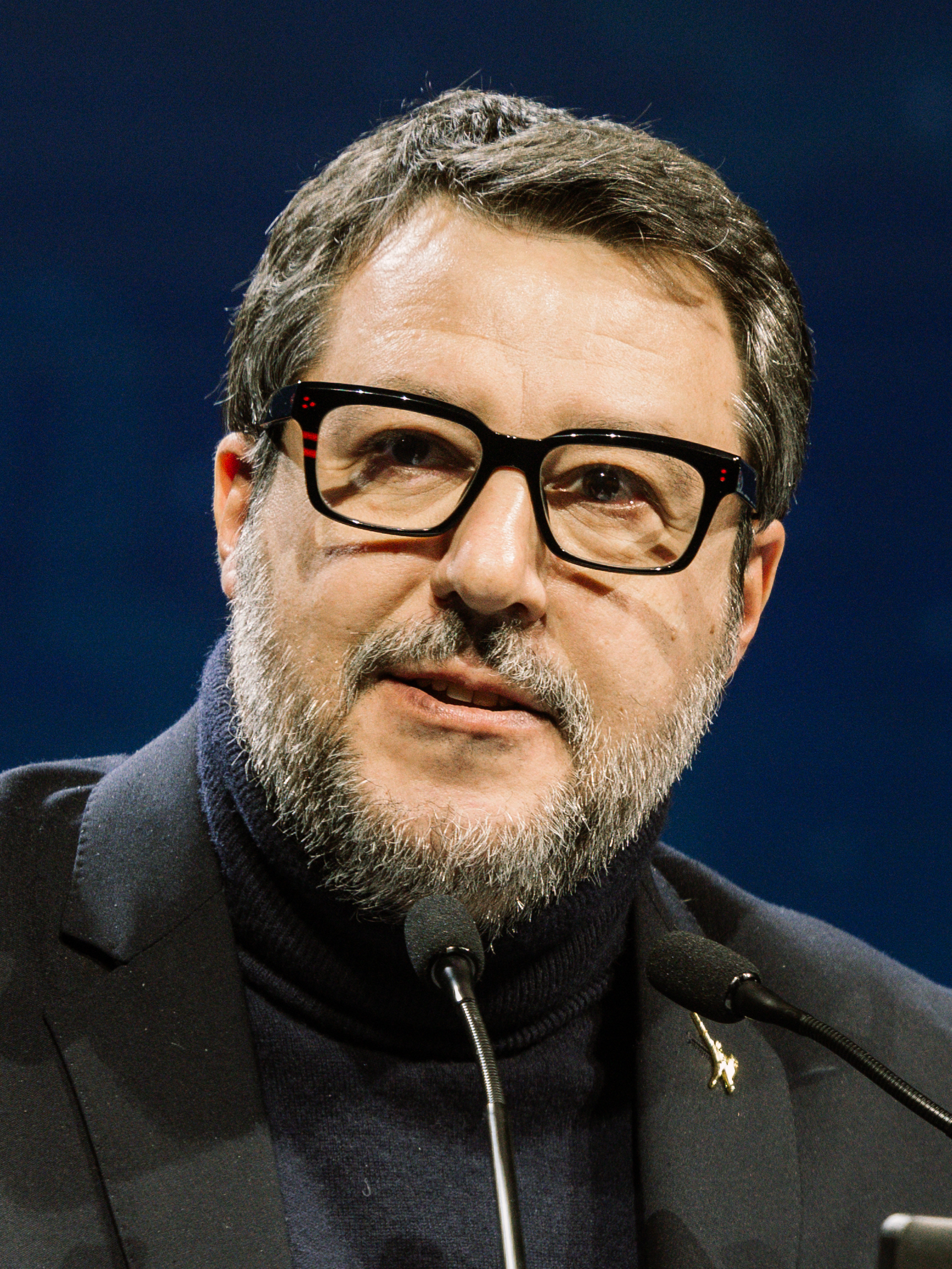
Matteo Salvini, Vicepresidente del Consiglio dei ministri della Repubblica Italiana
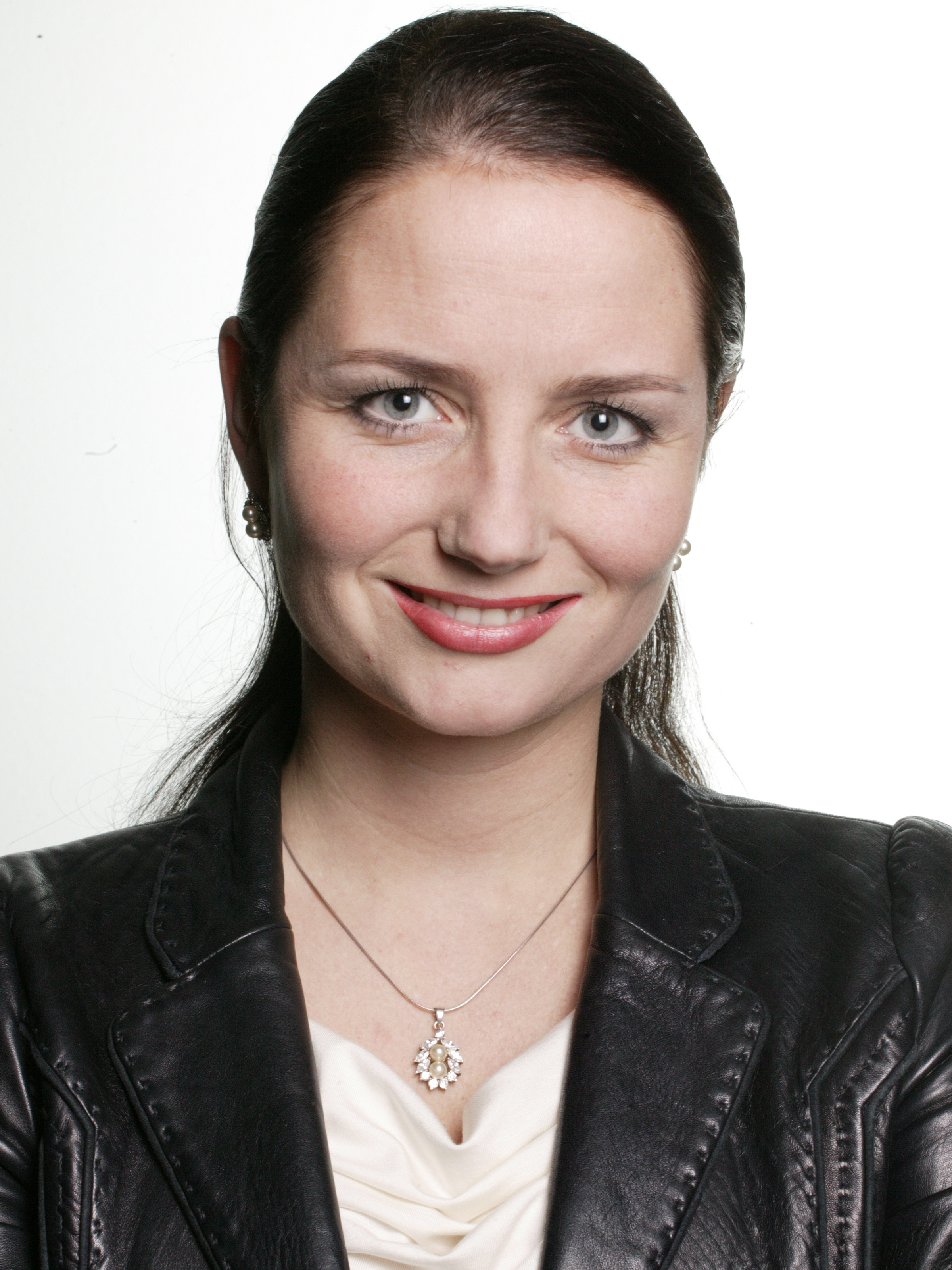
Fleur Agema, Prima viceministro-presidente dei Paesi Bassi